# Nefarious
Pour plus de détails, voir Fiche technique et Distribution.
Nefarious est un thriller américain réalisé par Cary Solomon et Chuck Konzelman et sorti en 2023,.

## Fiche technique
Sauf indication contraire, les informations mentionnées dans cette section peuvent être confirmées par les bases de données cinématographiques IMDb et Allociné,  présentes dans la section « Liens externes ».
- Titre original : Nefarious
- Réalisation : Cary Solomon et Chuck Konzelman
- Scénario : Cary Solomon et Chuck Konzelman, d'après l'œuvre de Steve Deace
- Musique : Bryan E. Miller
- Décors : Chris Rose
- Costumes : Gina Ruiz
- Photographie : Jason Head
- Son :
- Montage : Brian Jeremiah Smith
- Production : Chris Jones, Sheila Hart, Chuck Konzelman et Cary Solomon
  - Production déléguée : Robert Cramer, Lori Cramer, Steve Deace, Dave Kutscher, Bob Vander Plaats, John Sullivan, Dave Van Wyk et Steven Katz
- Société de production : Believe Entertainment Group
- Société de distribution : Saje Distribution
- Pays de production :  États-Unis
- Langue originale : anglais
- Format : couleur — 2,39:1 — son 5.1
- Genre : Thriller
- Durée : 97 minutes
- Dates de sortie :
  - États-Unis : 
    - 4 avril 2023 (Plano)
    - 14 avril 2023 (en salles)

  - France : 26 mars 2025

## Distribution
- Sean Patrick Flanery : Nefarious
- Jordan Belfi : Dr James Martin
- Tom Ohmer : Tom Moss
- Daniel Martin Berkey : père Louis
- Stelio Savante : Trustee Styles
- Grifon Aldren : sergent Wildborn
- Eric Hanson : Anderson
- Robert Peters : Dr Stewart
- Glenn Beck : lui-même
- Jeremy Miller : officier Campbell